# 绿穗三毛草
绿穗三毛草（学名：Trisetum umbratile）为禾本科三毛草属下的一个种。